# Commentry
Commentry is een gemeente in het Franse departement Allier (regio Auvergne-Rhône-Alpes). De gemeente telde 6.018 inwoners op 1 januari 2022. De plaats maakt deel uit van het arrondissement Montluçon. In de gemeente ligt spoorwegstation Commentry.
Commentry was lange tijd een rurale gemeente met een twintigtal kleine gehuchten. De gemeente kreeg een industrieel karakter, eerst met de opening van steenkoolmijnen. De steenkool werd onder andere via het spoor naar Montluçon vervoerd om daar de metallurgie te voeden. In de 20e eeuw kwam er in Commentry ook chemische en staalindustrie.

## Geografie
De oppervlakte van Commentry bedroeg op 1 januari 2022 20,96 vierkante kilometer; de bevolkingsdichtheid was toen 287,1 inwoners per km².
De onderstaande kaart toont de ligging van Commentry met de belangrijkste infrastructuur en aangrenzende gemeenten.

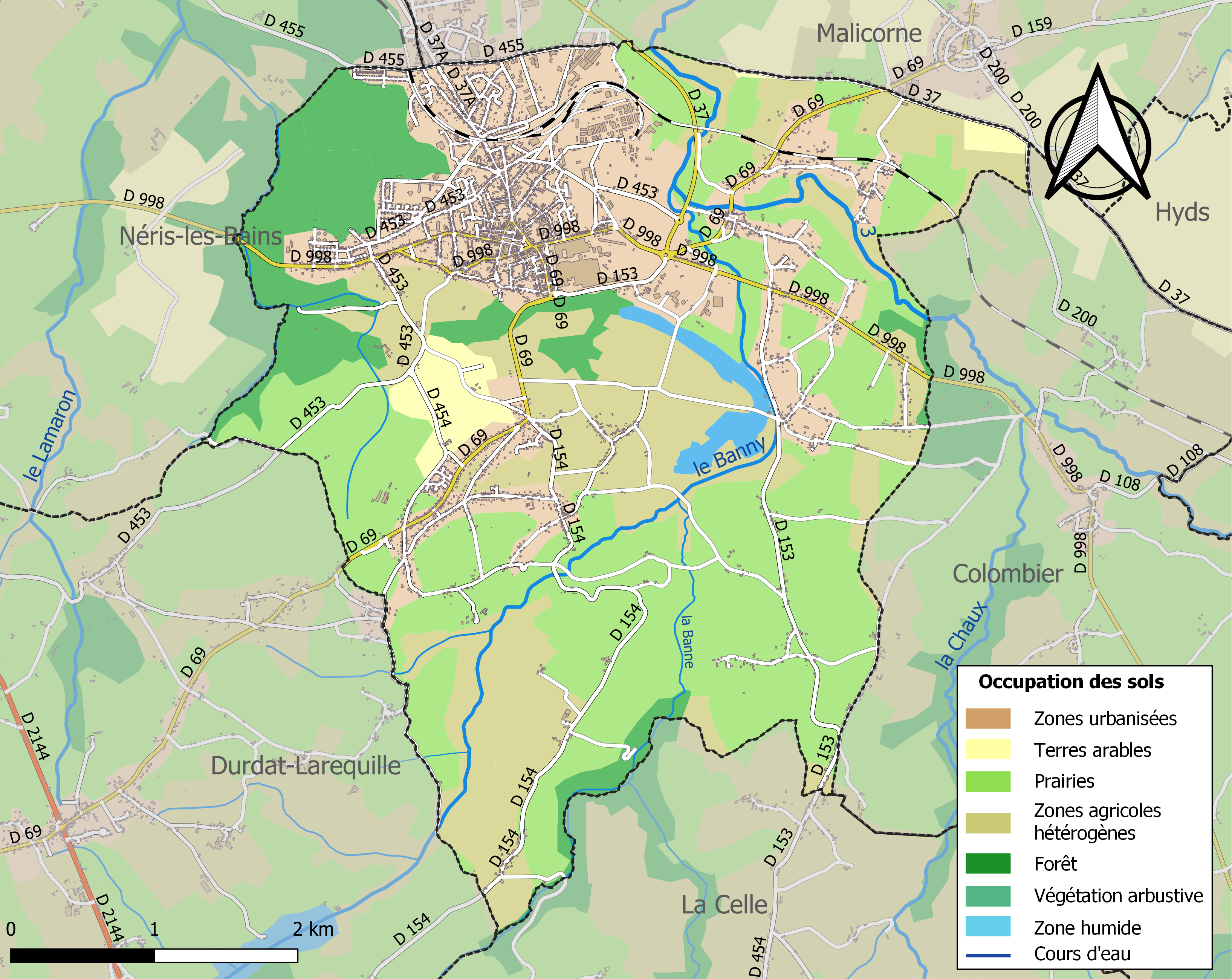

## Demografie
Onderstaande figuur toont het verloop van het inwonertal (bron: INSEE-tellingen).
Vanwege een beveiligingsprobleem met de MediaWiki Graph-software is het momenteel niet mogelijk deze grafiek weer te geven. Zodra de software is bijgewerkt zal de grafiek vanzelf weer zichtbaar worden.